# Amvrosios (Chorozidis)
Amvrosios (světským jménem: Amvrosios Chorozidis; * 7. října 1982, Soluň) je řecký pravoslavný duchovní Konstantinopolského patriarchátu a vikarijní biskup metropolie Pisidie.

## Život
Narodil se 7. října 1982 v Soluni.
Roku 2004 dokončil studium na teologické fakultě Aristotelově univerzitě v Soluni. Dále pokračoval ve studiu v Bostonu a na Petrohradské duchovní akademii.
Dne 9. června 2008 byl postřižen na monacha. Dne 10. června 2008 byl rukopoložen na hierodiakona.
Dne 31. července 2010 byl rukopoložen na jereje.
Sloužil v kléru metropolie Sisanion a Siatista v jurisdikci Řecké pravoslavné církve (formálně Konstantinopolský patriarchát). Nacházel se v monastýru svaté Paraskevy v Domavistiou. Jako hierodiakon sloužil v chrámu svatého Demetria v Siatistě.
Přešel pod přímou jurisdikci patriarchy konstantinopolského a sloužil jako velký synkel.
Dne 10. července 2019 jej Svatý synod Konstantinopolského patriarchátu zvolil biskupem z Eudocie a vikarijní biskupem Metropolie Pisidie.
Dne 21. července 2019 proběhla v chrámu apoštola Pavla a Alipije Stylity v Antalyi jeho biskupská chirotonie. Světiteli byli patriarcha Bartoloměj I., metropolita Pisidie Sotirios (Trambas), metropolita Gallipoli a Madytosu Stefanos (Ntinidis), metropolita Kydonies Athinagoras (Chrysanis) a metropolita Silivri Maximos (Vgenopoulos). Jako vikarijní biskup má na starost slovansky mluvící pravoslavné věřící v provincii Antalya.